# Iran na Zimowych Igrzyskach Olimpijskich 2018
Iran na Zimowych Igrzyskach Olimpijskich 2018 – występ kadry sportowców reprezentujących Iran na igrzyskach olimpijskich w Pjongczangu w 2018 roku.
W kadrze znalazło się czworo zawodników – dwóch mężczyzn i dwie kobiety. Reprezentanci Iranu wystąpili w sześciu konkurencjach w dwóch dyscyplinach sportowych – biegach narciarskich i narciarstwie alpejskim.
Funkcję chorążego reprezentacji Iranu podczas ceremonii otwarcia igrzysk pełniła biegaczka narciarska Samaneh Beirami Baher, a podczas ceremonii zamknięcia w roli tej wystąpił wolontariusz z komitetu organizacyjnego igrzysk. Reprezentacja Iranu weszła na stadion jako 58. w kolejności, pomiędzy ekipami z Ukrainy i Włoch.
Był to 11. start reprezentacji Iranu na zimowych igrzyskach olimpijskich i 28. start olimpijski, wliczając w to letnie występy.

## Skład reprezentacji

### Biegi narciarskie
| Konkurencja                                         | Zawodnik              | Kwalifikacje | Kwalifikacje | Ćwierćfinały | Ćwierćfinały | Półfinały | Półfinały | Finały  | Finały  | Finały  |
| Konkurencja                                         | Zawodnik              | Czas         | Miejsce      | Czas         | Miejsce      | Czas      | Miejsce   | Czas    | Strata  | Miejsce |
| --------------------------------------------------- | --------------------- | ------------ | ------------ | ------------ | ------------ | --------- | --------- | ------- | ------- | ------- |
| Sprint indywidualny kobiet stylem klasycznym        | Samaneh Beirami Baher | 4:47,91      | 68. nq       | NQ           | NQ           | NQ        | NQ        | NQ      | NQ      | 68.     |
| Sprint indywidualny mężczyzn stylem klasycznym      | Sattar Sejd           | 3:58,08      | 76. nq       | NQ           | NQ           | NQ        | NQ        | NQ      | NQ      | 76.     |
| Bieg indywidualny mężczyzn na 15 km stylem dowolnym | Sattar Sejd           | —            | —            | —            | —            | —         | —         | 39:39,1 | +5:55,2 | 91.     |

### Narciarstwo alpejskie
| Konkurencja            | Zawodnik                | Przejazd 1 | Przejazd 1 | Przejazd 2 | Przejazd 2 | Czas łączny | Miejsce |
| Konkurencja            | Zawodnik                | Czas       | Miejsce    | Czas       | Miejsce    | Czas łączny | Miejsce |
| ---------------------- | ----------------------- | ---------- | ---------- | ---------- | ---------- | ----------- | ------- |
| Slalom kobiet          | Forough Abbasi          | 1:02,56    | 55.        | 1:01,50    | 50.        | 2:04,06     | 49.     |
| Slalom mężczyzn        | Mohammad Kiadarbandsari | 55,66      | 42.        | 57,03      | 33.        | 1:52,69     | 34.     |
| Slalom gigant mężczyzn | Mohammad Kiadarbandsari | 1:19,11    | 63.        | 1:18,61    | 59.        | 2:37,72     | 58.     |